# Marguerite Thomas-Clement
Pour les articles homonymes, voir Thomas et Clement.
Marguerite Thomas-Clement, née le 17 mai 1886 à Luxembourg et morte le 11 avril 1979 à Noerdange, est une enseignante et femme politique luxembourgeoise.

## Carrière
Marguerite Thomas-Clement est institutrice de profession.
Elle est membre du Parti socialiste de 1919 à 1924, puis du Parti radical-socialiste jusqu'en 1931.
Le 8 mai 1919, le suffrage universel est introduit au Luxembourg, avec le droit des femmes à voter et se faire élire. Aux élections législatives de 1919, candidate sur la circonscription Centre, elle devient la première femme élue à la Chambre des députés. Elle est alors la seule femme membre du Parlement.
Elle s'investit sur de nombreux sujets liés aux femmes. En 1920, elle présente un projet de loi ayant pour objectif : « après l’égalité politique aussi l’égalité civile et économique des deux sexes ». Il n'est pas adopté. Durant son mandat, elle travaille également sur des sujets jusque là souvent ignorés, comme les conditions salariales des femmes employées dans la sidérurgie, l'hygiène douteuse de la maternité de la capitale, défendant par ailleurs les prostituées incarcérées à cause de leurs IST. Elle fait aussi voter une motion pour diminuer la vente d'alcool.
Élue pour un premier mandat de 1919 à 1922, elle devient en 1924 échevine de la capitale dans une coalition sociale-libérale. Elle est réélue députée en 1925 et en 1928. Alors que le Parti radical-socialiste est en pleine décomposition, elle perd son siège aux élections législatives de 1931. Elle est la seule femme députée du Luxembourg de 1919 à 1931.

## Vie privée
En 1917, elle se marie avec le socialiste Xavier Thomas, qui est membre de l'Action républicaine.